# قره‌بلاغ (بازرگان)
قره‌بلاغ یک روستا در ایران است که در دهستان چایپاسار شمالی واقع شده‌است. قره‌بلاغ ۹۷ نفر جمعیت دارد.